# Ruínas do Abarebebê

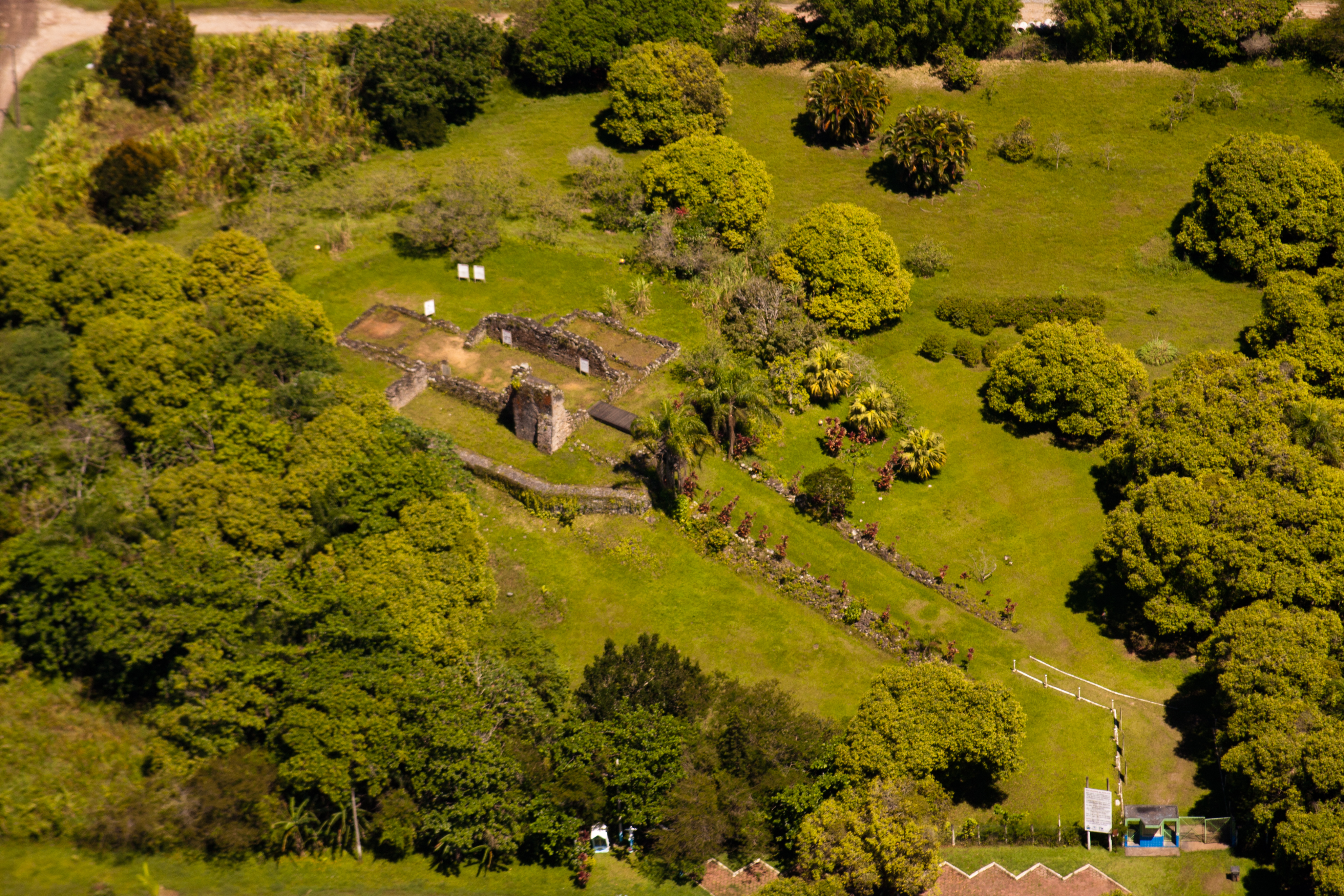
Imagem aérea das Ruínas do Abarebebê em Peruíbe.

A Igreja de São João Batista de Peruíbe, conhecida hoje como Ruínas de Abarebebê em homenagem ao padre jesuíta Leonardo Nunes, foi construída originalmente em madeira no início da colonização portuguesa no Brasil no povoado de São João Batista fundado por Martin Afonso por volta de 1540, onde hoje é a cidade de Peruíbe.